# Ледянка (Хмельницкая область)
Ледянка (укр. Ледянка) — село в Хмельницком районе Хмельницкой области Украины.
Население по переписи 2001 года составляло 229 человек. Почтовый индекс — 31013. Телефонный код — 3855. Код КОАТУУ — 6822786601.

## Местная власть
31022, Хмельницкая обл., Хмельницкий р-н, пгт Антонины, пл. Графская, 6